# デレン (小惑星)
デレン (7704 Dellen) は、小惑星帯に位置する小惑星である。ウプサラ-ヨーロッパ南天天文台小惑星・彗星調査によって発見された。
スウェーデンのヘルシングランド地方の湖で、隕石クレーターのデレン湖に因んで命名された。